# خط لوله (نرم‌افزار)

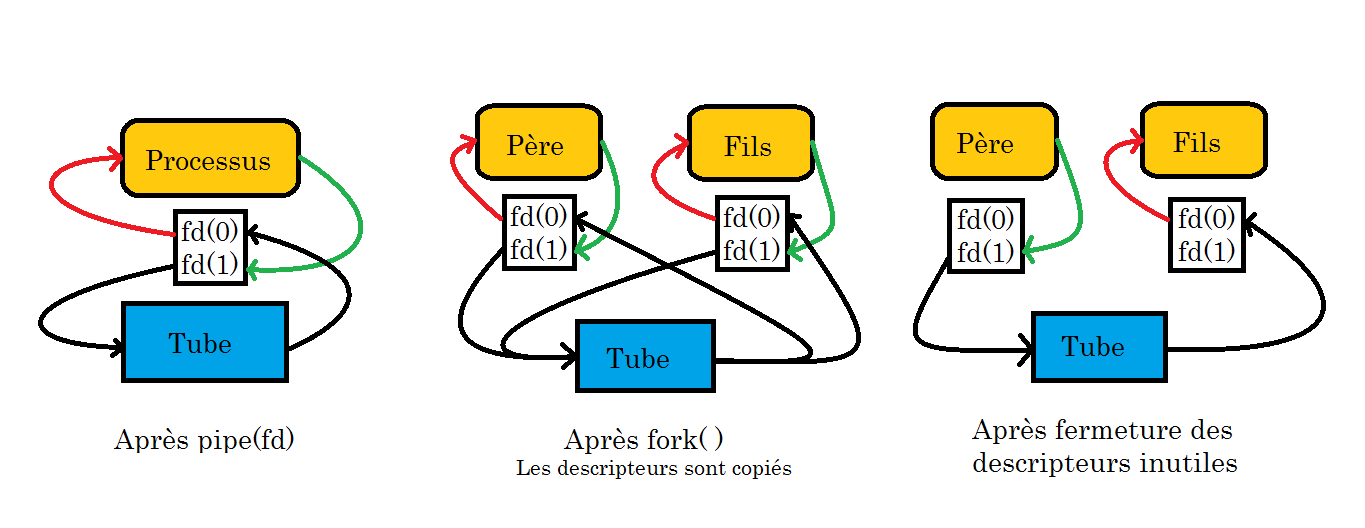
تصویر چارت خط لوله

در مهندسی نرم‌افزار، خط لوله متشکل از زنجیره‌ای از پردازش عناصر (فرایندها، رسیمان‌ها، و غیره..)، مرتب شده‌است به‌طوری‌که خروجی هر عنصر ورودی عنصر بعدی می‌باشد. معمولاً مقداری از بافر بین عناصر متوالی مقرر شده‌است. اطلاعاتی که در جریان این خط لوله است اغلب به صورت بایت یا بیت است. این مفهوم لوله‌ها و فیلتر الگوی طراحی نیز نامیده می‌شود. که به خاطر شباهت به خط لوله فیزیکی، این چنین نامگذاری شد.

## خط لوله چند پردازنده‌ای
خط لوله اغلب در یک سیستم عامل چند وظیفه‌ای، توسط همه عناصری که زمان یکسانی برای پردازش می‌خواهند اجرا و راه‌اندازی شده و به‌طور خودکار به درخواست داده‌های خوانده شده توسط هر فرایند و داده‌های نوشته شده توسط فرایند بالادست سرویس دهی می‌شود. در این روش پردازنده اصلی به‌طور طبیعی میان فرایندها توسط زمانبند تعویض می‌شود تا بتوان زمان بیکاری را به حداقل رساند. در مدل‌های رایج دیگر، عناصر به صورت ریسمان‌های بسیار کم وزن یا به عنوان coroutinesها به منظور کاهش سربار سیستم عامل اغلب با فرایندها درگیر می‌شوند. بسته به سیستم عامل، ریسمان‌ها ممکن است به‌طور مستقیم توسط سیستم عامل یا توسط مدیریت ریسمان زمانبندی شوند. Coroutinesها همواره توسط مدیر نوعی از اشکال coroutine زمانبندی می‌شوند. معمولاً، درخواست‌های خواندن و نوشتن عملیات را مسدود می‌کنند. به این معنی که توقیف منبع در دست فرایند معلق است تا زمانی که همه اطلاعات بتوانند در فرایند مقصد نوشته شوند و همچینین اجرای فرایند مقصد پس از خواندن به تعلیق افتاده تا حداقل برخی از داده‌های درخواست شده بتواند منبع فرایند را به دست‌آورد. بدیهی است، این مسئله نمی‌تواند باعث ایجاد بن‌بست شود که در آن هر دو فرایندا به‌طور نامحدود در انتظار پاسخ یکدیگر بمانند از این رو حداقل یکی از دو فرایند بزودی درخواست سرویس خود را توسط سیستم عامل اعلام می‌کند و اجرا را ادامه می‌دهد. برای اجرا، بیشتر سیستم عامل‌ها برای اجرای لوله از لوله‌های بافر استفاده می‌کنند که اجازه می‌دهد منابع فرایند اطلاعات بیشتری را فراهم کند تا فرایند مقصد به‌طور متداول بتواند داده را دریافت کند یا اینکه مایل به دریافت باشد. تحت بیشتر Unices یا سیستم عامل‌های شبه لینوکس دستورها ویژه‌ای در دسترس است که لوله یک بافر را اجرا می‌کنند که پیاده‌سازی یک بافر لوله به‌طور بالقوه بسیار بزرگتر و با قابلیت تنظیم اندازه است که به‌طور معمول " بافر " نامیده می‌شود. این دستور می‌تواند مفید باشد اگر فرایند مقصد به‌طور قابل توجهی کندتر از منبع فرایند باشد، اما به هر حال مد نظر است که این منبع فرایند بتواند تاحد امکان وظیفه خود را در اسرع وقت تکمیل کند. به عنوان مثال، اگر منبع فرایند شامل یک فرمان باشد که آهنگ صوتی را از روی یک سی دی را بخواند، فرایند مقصد شامل یک فرمان داده است که شکل موج‌های صوتی را به فرمت MP3 فشرده‌سازی می‌کند. در این نمونه عمل میانگیری یا بافرینگ در تمام سرعت‌ها در بافر لوله به سی دی درایو اجازه می‌دهد که سریعتر بچرخد و کاربر بتواند سی دی را از درایو پاک کند قبل از آنکه رمزگذاری فرایند به پایان رسد. چنین فرمان بافر را می‌تواند با استفاده از پیاده‌سازی اولیه سیستم عامل که موجود است برای خواندن و نوشتن اطلاعات به کار رود. انتظار بیهوده می‌تواند به وسیله‌ی استفاده از امکاناتی مانند نظرسنجی یا انتخاب یا چند ریسمانه موقوف شود.

## ماشین مجازی / سیستم مدیریت محتوا و MVS
خطوط لوله CMS درگاه ورودی ایده خط لوله به ماشین مجازی / سیستم مدیریت محتوا و سیستم‌های MVS است. که ساختارهای خط لوله پیچیده بیشتری از بدنه ساختار یونیکس را با گرفتن چندین جریان ورودی و تولید چندین جریان خروجی پشتیبانی می‌کند. (چنین قابلیت‌هایی توسط هسته یونیکس پشتیبانی می‌شوند اما برنامه‌های کمی از آن استفاده می‌کنند تا از آن برای ترکیبات نحوی پیچیده و حالات مسدود آماده سازد اگر چه بدنه برخی از ساختارها از طریق تخصیص فایل توصیف‌گر به‌طور اختیاری آن را پشتیبانی می‌کنند).
با توجه به ماهیت متفاوت سیستم عامل‌های رایانه‌های بزرگ IBM، مراحل بسیاری را در داخل خط لوله‌های CMS انجام می‌دهند، که در یونیکس برنامه‌های خارجی جدا از هم هستند اما می‌توانند به‌طور جداگانه برنامه‌های خارجی را برای عملکردشان صدا بزنند. ، به دلیل ماهیت فایل‌های ضبط گرا در رایانه‌های بزرگ IBM، خط لوله در ضبط گرا سریعتر از شیوه جریان گرا فعالیت می‌کند. شبه خط لوله در سیستم عامل‌ها تک وظیفه‌ای فرایندهای خط لوله باید یک به یک به‌طور سری اجرا شوند، بنابراین خروجی هر فرایند باید در یک فایل موقت ذخیره شود که پس از آن توسط فرایند بعدی خوانده شود. از آنجا که هیچ گونه موازی‌سازی یا تعویض پردازنده وجود ندارد این نسخه " شبه خط " لوله نامیده می‌شود. به عنوان مثال، دستور مترجم خط از سیستم عامل داس ('COMMAND.COM') شبه خط لوله را با یک ترکیب ظاهری شبیه به خط لوله یونیکس فراهم می‌کند. فرمان "دیر | مرتب کردن | بیشتر" باید در آینده شبیه این اجرا شود (ولو پیچیده تر از نام فایل‌های موقت)
- ایجاد فایل موقت 1.tmp
- اجرای فرمان "دیر"، تغییر مسیر خروجی خود به 1.tmp
- ایجاد فایل موقت 2.tmp
- اجرای فرمان "مرتب کردن"، تغییر مسیر ورودی به 1.tmp و خروجی به 2.tmp
- اجرای فرمان "بیشتر"، تغییر مسیر ورودی به 2.tmp، و ارائه خروجی به کاربر
- حذف 1.tmp و 2.tmp، که دیگر مورد نیاز نیستند
- بازگشت به خط فرمان

به این ترتیب، شبه لوله مانند لوله‌های واقعی با بافر لوله را در اندازه نامحدود عمل می‌کند. (با وجود فضای محدود دیسک) با این محدودیت مهم که یک فرایند دریافت می‌کند نمی‌تواند هیچ داده‌ای را از روی بافر لوله تا زمانی که فرایند به‌طور کامل فرستاده نشده بخواند. علاوه بر ایجاد ترافیک دیسک اگر حافظه پنهان یک دیسک سخت مانند SMARTDRV نصب نشود می‌تواند تحت سیستم‌های چند وظیفه‌ای غیرضروری باشد. این اجرا همچنین لوله‌هایی می‌سازد که برای کاربردهایی که به پاسخ بلادرنگ نیاز دارند متناسب نیستند، برای مثال اهداف تعاملی ساخته شده (که در آن کاربر دستورهای را وارد می‌کند که فرایند اولین بار از طریق خط لوله ورودی آن‌ها را دریافت، وفرایند آخرین بار در خط لوله خروجی خود را از طریق خروجی به کاربر ارائه می‌کند)
همچنین دستورهای که بی‌نهایت دستور دارند، همانند دستور yes، نمی‌توانند در یک شبه لوله استفاده شوند. از آن-جائیکه آن‌ها تا زمان اتمام ظرفیت دیسک اجرا می‌شوند، فرایندهای دنباله رو در خط لوله نمی‌توانند اجرا گردند.

## خط لوله‌های شی ء گرا
در کنار خط لوله‌های بر پایه‌ی جریان بایت، خط لوله‌های شی ء گرا وجود دارند. در یک خط لوله‌ی شی ء گرا، فرایندهای مورد نظر خروجی، به جای متون وجود دارند. بنابراین جابه جایی و حذف دستورها تجزیه‌ی رشته‌ای در پوسته اسکریپت‌های unix، رایج هستند. ویندوز powershell از این طرح‌ها استفاده کرده و شیء‌های .net را انتقال می‌دهد. کانال‌ها در زبان برنامه‌نویسی Limbo پیدا می‌شوند و توسعه و گسترش IPython مثال‌های دیگری از این کار می‌باشند.

## خط لوله‌ها در GUIها
محیط‌های گرافیکی همچون سیستم عامل RISC و صفحه ROX هم از خط لوله استفاده می‌کنند. بیشتر از اینکه یک جعبه مکالمه‌ی امن را که در برگیرنده‌ی مدیریت فایل‌ها می‌باشد_ که به کاربر اجازه‌ی مشخص کردن مکان نوشتن داده‌ها و اطلاعات برنامه را می‌دهد_ را فراهم آورد یک جعبه مکالمه امن که یک آیکن را به همراه رشته‌ای برای نام آن، فراهم می‌کند. مقصد آن از طریق یک آیکن کششی مشخص می‌شود. کاربر می‌تواند آیکن را در هر جایی که فایل حاضر موجود است و دارای آیکن‌های دیگر برنامه هاست، رها کند. گر آیکن روی آیکن برنامه انداخته شود، برنامه بارگیری شده و محتوای آن که قبلاً ذخیره شده بود، به رشته ورودی استاندارد برنامه جدید وارد می‌شود.
برای مثال، یک کاربر که در حال جستجوی تارنمای جهانی می‌باشد، ممکن است با شکل فشرده‌ی .gz روبرو شود و قصد ویراستاری یا دوباره بارگذاری آن را داشته باشد، او می‌تواند لینک مربوطه را به آرشیو برنامه خود بیاورد و آیکنی که نمایش دهنده‌ی محتوای داخلی فایل فشرده می‌باشد را به ویراستار شکل خود وارد کند. با ویرایش آن، یک جعبه‌ی ذخیره‌سازی را باز کرده و آیکن آن را به نرم‌افزار بارگیری بیاورد.
از نظر ادراکی، روش می‌تواند به همراه یک جعبه مکالمه‌ی ذخیره‌ای مرسوم استفاده شود، اما نیازمند برنامه‌ی کاربران برای داشتن محل مشخص و قابل دسترس در فایل‌های سیستمی می‌باشد. در عمل این حالت استفاده نمی‌شود، بنابراین خط لوله‌های GUI به ندرت به کار گرفته می‌شوند.

## ملاحظات دیگر
اسم خط لوله از یک تشابه ناهمگون با لوله کشی فیزیکی در یک خط لوله‌ی رایج گرفته شده‌است که اجازه‌ی ورود اطلاعات را در همان جهت خط لوله به کاربر می‌دهد. لوله‌ها و فیلترها می‌توانند به عنوان یک برنامه‌ی عملکردی دیده شوند که از جریان بایتی برای داده‌های خود استفاده می‌کنند. آن‌ها همچنین می‌توانند به شکل خاصی از یک واحد برای ورودی- خروجی دیده شوند.
مفهوم خط لوله همچنین مرکز توسعه چارچوب تارنما یا پیاده‌سازی هر Xproc ای می‌باشد. که در آنجا اجازه‌ی اصلاح را به جریان منبع قبل از نمایش، داده می‌شود. این الگو استفاده از رشته‌های متنی به عنوان ورودی و خروجی برنامه‌ها را افزایش می‌دهد. تکیه داشتن بر متون در زمانی‌که پوسته‌های گرافیکی در برنامه‌های متنی ایجاد می‌شوند، بسیار رایج است.

## تاریخچه
خط لوله‌های فرایند توسط Douglas Mcllory ابداع شد. او یکی از اولین طراحان سیستم unix بود، و آن را به عنوان یکی از محبوبترین سیستم‌های عامل مطرح کرد. همچنین این سیستم می‌تواند به عنوان اولین نمونه‌ی مهم ترکیبات نرم‌افزاری در نظر گرفته شود.
همچنین ایده‌ی آن به‌طور اتفاقی به سیستم‌های دیگری همچون DOS,OS/2,Windows NT, BeOs, AmigaOS, MorphOS, Mac OS X به کار گرفته شد.